# Górka (gromada w powiecie sokólskim)
Górka – dawna gromada, czyli najmniejsza jednostka podziału terytorialnego Polskiej Rzeczypospolitej Ludowej w latach 1954–1972.
Gromady, z gromadzkimi radami narodowymi (GRN) jako organami władzy najniższego stopnia na wsi, funkcjonowały od reformy reorganizującej administrację wiejską przeprowadzonej jesienią 1954 do momentu ich zniesienia z dniem 1 stycznia 1973, tym samym wypierając organizację gminną w latach 1954–1972.
Gromadę Górka z siedzibą GRN w Górce utworzono 31 grudnia 1959 w powiecie sokólskim w woj. białostockim z obszaru zniesionych gromad Kruszyniany i Plebanowo.
1 stycznia 1972 do gromady Górka przyłączono wsie Nietupa i Szaciły ze zniesionej gromady Górany; z gromady Górka wyłączono natomiast grunty Państwowego Funduszu Ziemi o powierzchni 456,51 ha w obrębie wsi Sanniki, włączając je do gromady Zubki w powiecie białostockim.
Gromada przetrwała do końca 1972 roku, czyli do kolejnej reformy gminnej.